# Sierra de Gratal

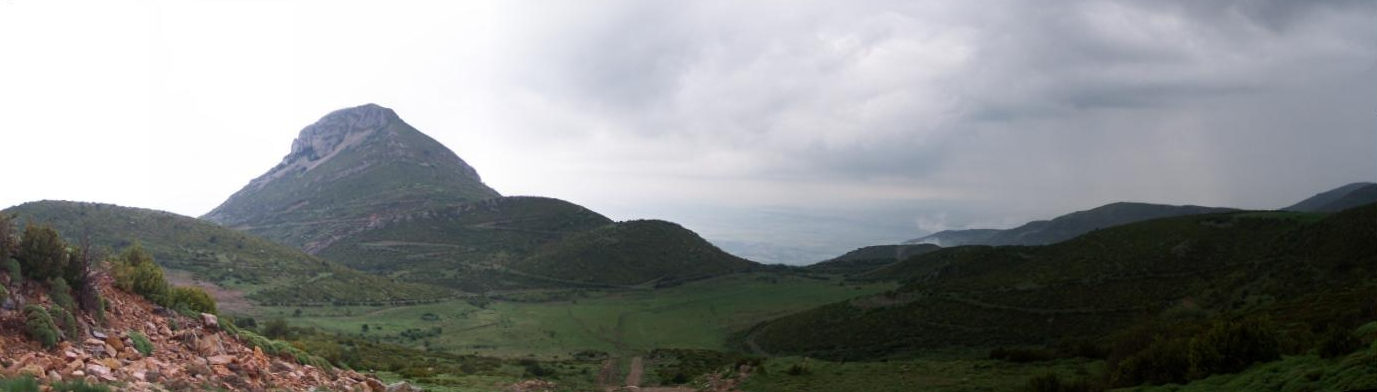
Vista del Pico Gratal.

La sierra de Gratal es una cadena montañosa aragonesa situada en las primeras estribaciones de los Pirineos, orientada de oeste a este. Al oeste la sierra de Gratal está separada de la Sierra Caballera por los barrancos origen del río Salado, afluente del Sotón, en la cuenca del río Gállego. Al este, la Foz de San Clemente, excavada por el río Isuela (afluente del Flumen, en la cuenca del río Alcanadre), separa la sierra de Gratal de la Sierra del Águila.
Está situada al norte de la ciudad de Huesca. Una de sus principales alturas, vértice geodésico, es la Peña Gratal, situada en el centro de la sierra, con 1543 metros de altura. La mayor altura es el Pico de la Calma, situada en la vertiente norte de la sierra, a los pies del embalse de Arguis, con 1581 metros de altura. En la vertiente sur, el Pico Gratal, con 1567 metros, es la segunda altura de la sierra. El Pico San Julián, con 1528 metros es la cuarta cima de la sierra con altura superior a los 1500 m.
Los afluentes por su margen derecha del río Isuela, el río Venia y sus afluentes y los afluentes del río Salado por su margen izquierda (estos dos últimos ríos, afluentes a su vez del río Sotón) recogen las aguas y escorrentías de la sierra de Gratal.
El territorio de la sierra de Gratal está repartido entre los municipios de Arguis, Nueno y Lierta, mientras que las poblaciones de Nueno, Arascués y Lierta están situadas a los pies de la vertiente sur de la sierra de Gratal.

La Sierra de Gratal, se expande más allá del oeste, estirándose hacia otras dos sierras que son también las mimas, cómo es el caso de la Sierra Caballera, y la Sierra de Loarre.
La Sierra Caballera, es la central de todas, y, se eleva hasta los 1563 m del Pico Caballera, y otro de 1517 m, llamado Naviella, dónde un vértice geodésico corona el Naviella.
A los techos de la Sierra Caballera se puede ascender desde la localidad de Bolea, siguiendo las marcas del GR-1, y desviándose hacia la izquierda en el Collado de los Pocos (unas 3h de subida).
Al oeste, se levanta la zona más elevada de la sierra, la Sierra de Loarre, que, pertenece a la población del mismo nombre, y también, al famoso Castillo de Loarre, esta sierra, cómo todas las de la zona, tienen bosque de pino laricio en las partes más bajas, y, el boj, el erizón, y el pino silvestre en las zonas más elevadas.
Allí, se erige el techo de todas esas sierras, el Puchilibro, o Pusilibro, con 1597 m de altura, y al oeste, el Pico del Don Hueso, de 1501 m de altura.
Al techo de la Sierra de Loarre, (Puchilibro), fue famoso en los años 70 por los avistamientos de ovni´s, y que enseguida quedó en el olvido, sin embargo, existe un recorrido circular pasando por la cima del Puchilibro, con un vértice geodésico, que comienza en el Castillo de Loarre, y finaliza en el mismo lugar,  son 6,6km de distancia, 520m de desnivel, y unas 3h en total, todo este recorrido se siguen las marcas amarillas y blancas del PRHU-105.